# Pellionia pauciflora
Pellionia pauciflora är en nässelväxtart som beskrevs av Wen Tsai Wang. Pellionia pauciflora ingår i släktet Pellionia och familjen nässelväxter. Inga underarter finns listade i Catalogue of Life.